# داروين ديفيس
داروين ديفيس (10 مارس 1993 في الولايات المتحدة - ) (بالإنجليزية: Darwin Davis)‏ هو لاعب كرة سلة أمريكي في مركز هجوم خلفي. لعب مع Xavier Musketeers men's basketball ‏.

## وصلات خارجية
- داروين ديفيس على موقع كرة السلة الأوروبية.كوم (الإنجليزية)
- داروين ديفيس على موقع كلية كرة السلة في سبورتس رفرنس.كوم (الإنجليزية)
- داروين ديفيس على موقع ريلجم (الإنجليزية)
- داروين ديفيس على موقع بروبوليرز (الإنجليزية)